# Barry Magee
Barry Magee (Nueva Zelanda, 6 de febrero de 1934) fue un atleta neozelandés, especializado en la prueba de maratón en la que llegó a ser medallista de bronce olímpico en 1960.

## Carrera deportiva
En los JJ. OO. de Roma 1960 ganó la medalla de bronce en la maratón, recorriendo los 42,195 km en un tiempo de 2:17:18 segundos, llegando a meta tras el etíope Abebe Bikila y el marroquí Rhadi Ben Abdesselam (plata).